# Kalyanapura, Belur
Kalyanapura là một làng thuộc tehsil Belur, huyện Hassan, bang Karnataka, Ấn Độ.